# New Holstein
New Holstein è una città degli Stati Uniti d'America, situata in Wisconsin, nella Contea di Calumet.